# Argyra diaphana
Argyra diaphana es una especie de mosca del género Argyra, de la familia Dolichopodidae, orden Diptera.

## Distribución
Se distribuye por Europa: Rusia y Asia: Irán.

## Taxonomía
Fue descrita por Fabricius en 1775 y publicada en Fabricius, J.C. 1775. Systema entomologiae, sistens insectorum classes, ordines, genera, species, adiectis synonymis, locis, descriptionibus, observationibus. Kortii, Flensbvrgi et Lipsiae.